# Sindrome da furto nell'accesso vascolare
In nefrologia, la sindrome da furto nell'accesso vascolare è una sindrome causata da ischemia (insufficiente flusso sanguigno) risultante da un dispositivo di accesso vascolare (ad esempio una fistola artero-venosa o una fistola vascolare sintetica graft-AV) installato per fornire l'accesso per l'afflusso e il deflusso di sangue durante l'emodialisi.

## Sintomi
- Pallore
- Battiti diminuiti (distali rispetto alla fistola)
- Necrosi[1]
- Diminuzione dell'indice polso-brachiale (rapporto tra la pressione sanguigna misurata nel polso e la pressione sanguigna misurata nella parte superiore del braccio), specialmente se inferiore a 0,6[2]
- Dolore distale alla fistola.

## Diagnosi
- Arteriografia[3]

## Trattamento
Il flusso della fistola può essere limitato mediante bendaggio o modulato mediante revisione chirurgica.

### Tecniche di rivascolarizzazione
- Procedura DRIL (rivascolarizzazione distale e legatura a intervalli)
- PAI (Prossimalizzazione del flusso arterioso)[4]
- RUDI (Revisione mediante afflusso distale)[5]

### Tecniche di bendaggio
- Sutura restringente[6]
- Plicatura[7]
- Bendaggio MILLER mini-invasivo[8]
- Tapering[9]
- Fascia chirurgica[10]

Se i metodi di cui sopra falliscono, la fistola viene ligata e viene creata una nuova fistola in una posizione più prossimale nello stesso arto o nell'arto controlaterale.

## Incidenza
La DASS si verifica in circa l'1% delle fistole AV e nel 2,7-8% degli innesti PTFE.

## Terminologia
Nei contesti di nefrologia e dialisi, la sindrome da furto con accesso vascolare è anche meno precisamente chiamata sindrome da furto (in breve), ma in contesti più ampi quel termine è ambiguo perché può riferirsi ad altre sindromi da furto, come la sindrome furto della succlavia o la sindrome furto coronarica